# シドニー・オリンピック公園

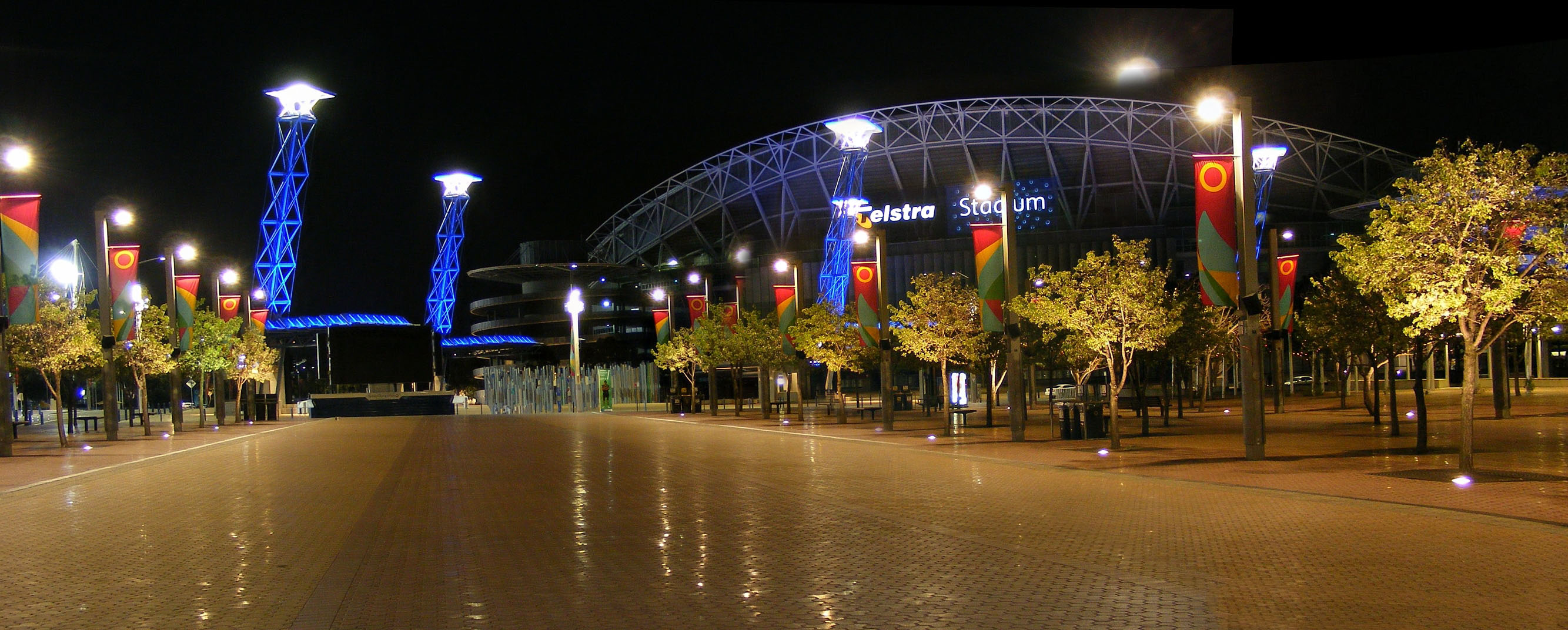
ANZスタジアム

シドニー・オリンピック公園（Sydney Olympic Park）は、オーストラリアのシドニー大都市圏、シティ・オブ・パラマッタにある総合運動公園。2000年に開催されたシドニー・オリンピックのために整備された。一般的にはオリンピック公園として知られているが、正式名称はシドニー・オリンピック公園である。

## 施設
- スタジアム・オーストラリア
- 陸上競技場
- 補助競技場
- シドニー国際水泳センター
- シドニー・スーパードーム（クードス・バンク・アリーナ）
- NSWテニスセンター
- ホッケーセンター
- アーチェリーセンター
- シドニー・ショーグラウンド
- ステート・スポーツ・センター
- スポーツホール
- ゴルフコース
- オリンピック公園駅（英語版） - シドニー・トレインズオリンピック公園線（英語版）の駅。